# Crnooka deverika
Crnooka deverika (Ballerus sapa; sinonim: Abramis sapa) vrsta je slatkovodne ribe porodice šarana (latinski Cyprinidae), roda deverike (latinski Abramis), reda šaranki (latinski Cypriniformes).
Rod Ballerus obuhvaća vrste Ballerus ballerus i Ballerus sapa čiji su sinonimi bili Abramis ballerus i Abramis sapa, i nekada se klasificirali rodu Abramis. Poznata je i pod nazivima: Crnovka.

## Osnovna obilježja
Crnooka deverika je izduženog, visokog i bočno spljoštenog tijela, ali znatno manje nego deverika. Leđni dio je taman, bokovi srebrnasti, prsne i trbušne peraje su žućkaste, a leđna, podrepna i repna peraja su sive boje. Tipična osobina je izuzetno duga repna peraja, do 48 mekih šipčica. Može narasti do 35 cm dužine i 800 grama težine. Doživi najviše 15 godina.

## Stanište i ponašanje
Crnooka deverika naseljava velike vodotoke sliva Crnog i Kaspijskog mora. Naseljava i bočate vode.

## Način hranjenja
Hrani se bentosom, ličinkama kukaca, planktonom, sitnim mekušcima, te rijetko dijelovima biljaka.

## Razmnožavanje
Spolno sazrijeva oko 4. godine. Mrijesti se od travnja do svibnja kada je temperatura vode oko 9°C. Tijekom ovog perioda crnooke deverike kreću se uzvodno rijekama. Mrijesti se uglavnom na vodenim biljkama. Jedna ženka može normalno položiti od 10.000 do 50.000 jajašaca.

## Strani nazivi
White-eye Bream (engleski); Zobel, Scheibpleinzen (njemački); L'abramide nano (talijanski); Brème du Danube (francuski); Белоглазка (ruski)

## Vanjske poveznice
|  | Zajednički poslužitelj ima još gradiva o temi Crnooka deverika |